# Olympische Jugend-Sommerspiele 2010/Teilnehmer (Niederlande)
| Gelbes Symbol für Goldmedaillen mit stilisierten Olympischen Ringen | Graues Symbol für Silbermedaillen mit stilisierten Olympischen Ringen | Braundes Symbol für Bronzemedaillen mit stilisierten Olympischen Ringen |
| ------------------------------------------------------------------- | --------------------------------------------------------------------- | ----------------------------------------------------------------------- |
| 1                                                                   | 2                                                                     | 1                                                                       |

Die niederländische Jugend-Olympiamannschaft für die I. Olympischen Jugend-Sommerspiele in Singapur bestand aus 36 Athleten.

## Athleten nach Sportarten

### Badminton
| Mädchen - Josephine Wentholt | Jungen - Nick Fransman |

### Bogenschießen
| Mädchen - Maud Custers | Jungen - Rick van den Oever Silber Einzel |

### Hockey
Mädchen
- Gold
- Roos Broek
- Lara Dell’Anna
- Frederique Derkx
- Saskia van Duivenboden
- Jet de Graeff
- Juliette van Hattum
- Mathilde Hotting
- Marloes Keetels
- Lisanne de Lange
- Liselotte van Mens
- Elsie Nix
- Floor Ouwerling
- Floortje Plokker
- Macey de Ruiter
- Lisa Scheerlinck
- Lieke van Wijk

### Judo
Mädchen
- Laura Prince

### Radsport
| Mädchen - Maartje Hereijgers Bronze Kombination | Jungen - Twan van Gendt Bronze Kombination - Friso Roscam Abbing Bronze Kombination - Thijs Zuurbier Bronze Kombination |

### Rudern
| Mädchen - Annick Taselaar | Jungen - Bastiaan Vervoort |

### Schwimmen
| Mädchen - Manon Minneboo | Jungen - Dion Dreesens |

### Segeln
| Mädchen - Daphne van der Vaart Silber Byte CII | Jungen - Kiran Badloe |

### Tischtennis
| Mädchen - Britt Eerland | Jungen - Koen Hageraats |

### Trampolinturnen
Mädchen
- Denise Liefting

### Turnen
| Mädchen - Tess Moonen | Jungen - Karl Kosztka |